# Henryk Blaszka
Henryk Józef Blaszka (ur. 25 lutego 1958 w Poznaniu, zm. w nocy 20/21 sierpnia 2024) – polski żeglarz, olimpijczyk, wielokrotny mistrz Polski, wicemistrz świata w klasie Finn.

## Życiorys
Członek klubu JKW Poznań, a później LKS (od 1999 ŻLKS) Kiekrz.
Najlepsze wyniki:
- 3. miejsce na Mistrzostwach Świata (z Tomaszem Krzyżańskim) – klasa Cadet, 1974
- 2. miejsce na Mistrzostwach Świata – klasa Finn, 1982
- mistrz Polski juniorów w klasie Finn, 1977
- mistrz Polski seniorów w klasie Finn, 1979, 1980, 1981, 1982, 1986
- mistrz Polski w klasie FD (Latający Holender):
  - jako załogant Andrzeja Iwińskiego: (AZS-AWF Warszawa), 1990, 1991, 1992
  - jako sternik: 1999 (z Marcinem Kledzikiem – JKW Poznań), 2001, 2003, 2004, 2005, 2006 i 2007 (z Tomaszem Kledzikiem – JKW Poznań)
- 20. miejsce w klasie Finn na Igrzyskach Olimpijskich w Seulu (konkurencje żeglarskie w Pusan), 1988

Był ojcem syna Przemysława i córki Sylwii, którzy również żeglują. Przemysław jest wicemistrzem Polski (2007) i dwukrotnym Mistrzem Polski w klasie Słonka (2005–2006). Henryk był kuzynem żeglarza-olimpijczyka Ryszarda Blaszki.